# Universidade Colinas de Boé
A Universidade Colinas de Boé (UCB) é uma instituição de ensino superior privada localizada na cidade-sector de Safim, na Região Metropolitana de Bissau, na Guiné-Bissau. Foi fundada em setembro de 2003.
A instituição recebe o nome de "Colinas de Boé", em homenagem ao sítio histórico em que Nino Vieira proclamou a independência da Guiné-Bissau.

## Histórico
A Universidade Colinas de Boé foi criada em homenagem ao 30º o aniversário da independência da Guiné, em 24 de Setembro de 2003, marcando um período de crescimento da oferta de nível superior no país. Iniciou seu percurso ofertando somente quatro licenciaturas.
Em 2006 pode finalmente equipar sua biblioteca com a doação do espólio de livros do embaixador José Manuel Paes Moreira.
Em 2003, estabeleceu um acordo de cooperação com o Instituto Politécnico de Leiria (IPLeiria), onde manteve parceria estratégica de concessão de bolsas e treinamento de docentes até 2013.
Com o encerramento abrupto da Universidade Amílcar Cabral, a única universidade pública do país, a UCB tornou-se a maior instituição de ensino superior da Guiné, perdendo o posto em 2010, na medida em que a Universidade Lusófona da Guiné aumentou sua oferta formativa.
Figura proeminente no estabelecimento da UCB, o ex-reitor e doutor em ciências políticas togolês Flavien Fafali Koudawo, faleceu em 23 de janeiro de 2015. O substituiu como reitor o também doutor Pedro da Costa.

## Oferta formativa
A UCB oferta as seguintes licenciaturas:
- Administração Pública e Economia Social;
- Gestão e Contabilidade;
- Direito;
- Economia e Comércio Internacional;
- Comunicação Social e Marketing;
- Sociologia;
- Engenheiro Informático;
- Engenheiro em Construção Civil;
- Engenheiro Eletrônico.